# کبوترخانه شهرجرد
کبوتر خانه شهرجرد مربوط به دوره پهلوی اول است و در شهرستان اراک، بخش مرکزی، دهستان معصومیه، روستای شهرجرد، مزرعه شنتیائی واقع شده و این اثر در تاریخ ۱۸ اسفند ۱۳۸۷ با شمارهٔ ثبت ۲۵۰۷۰ به‌عنوان یکی از آثار ملی ایران به ثبت رسیده است.

## نگارخانه

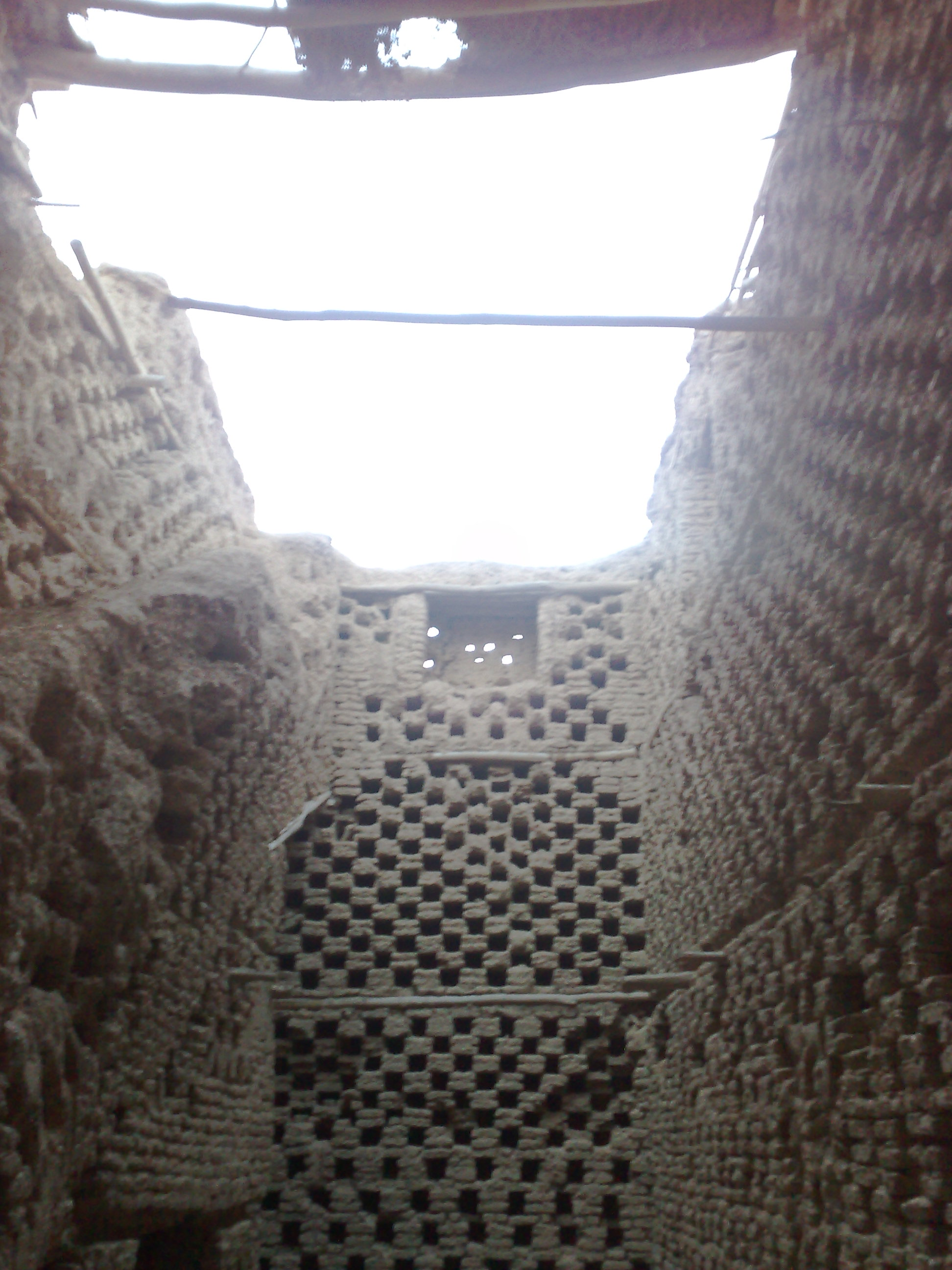
نمایی از درون کبوترخانه
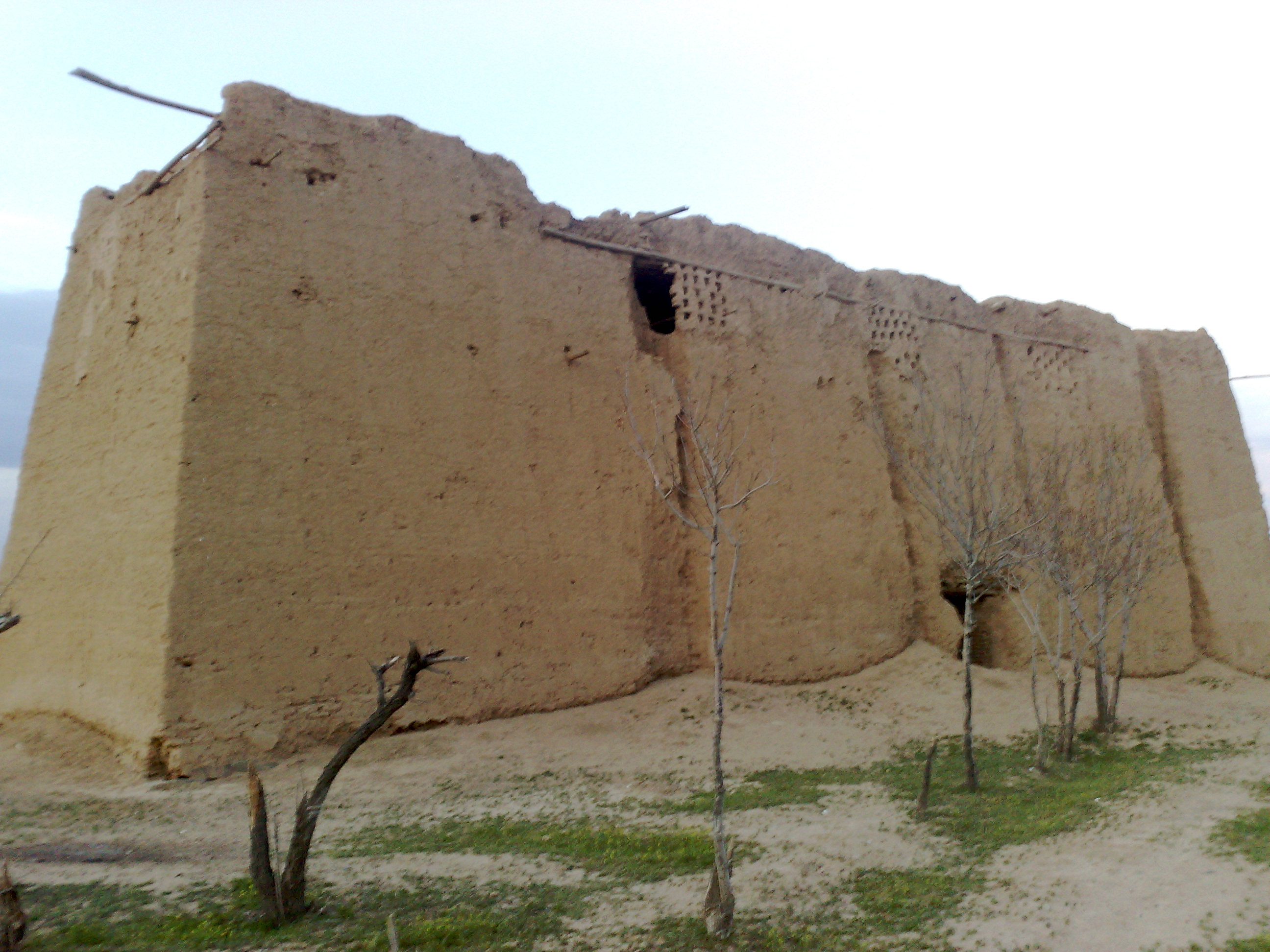
نمایی دیگر از کبوترخانه
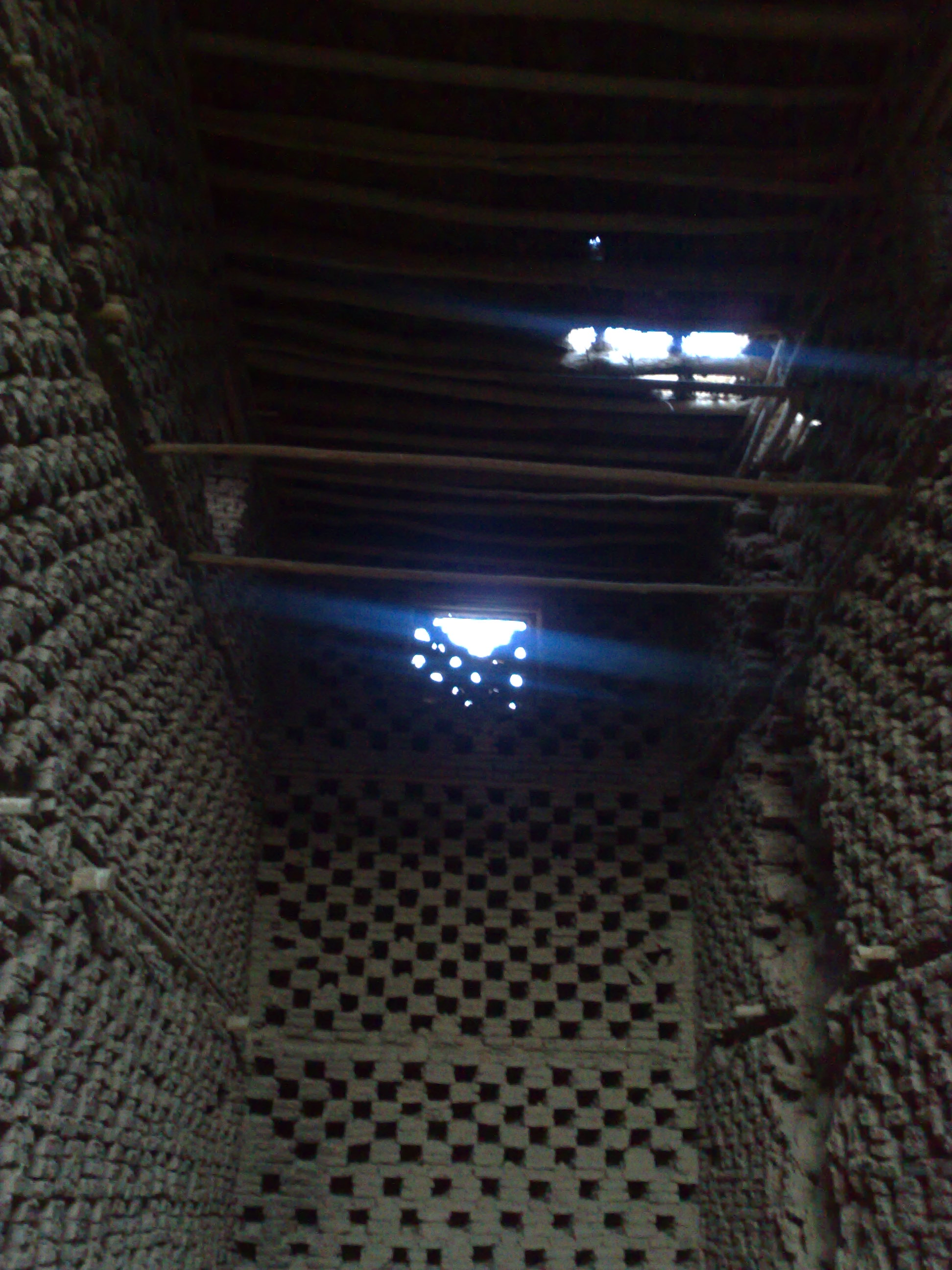
سقف کبوترخانه